# Amtsapotheke Limburg

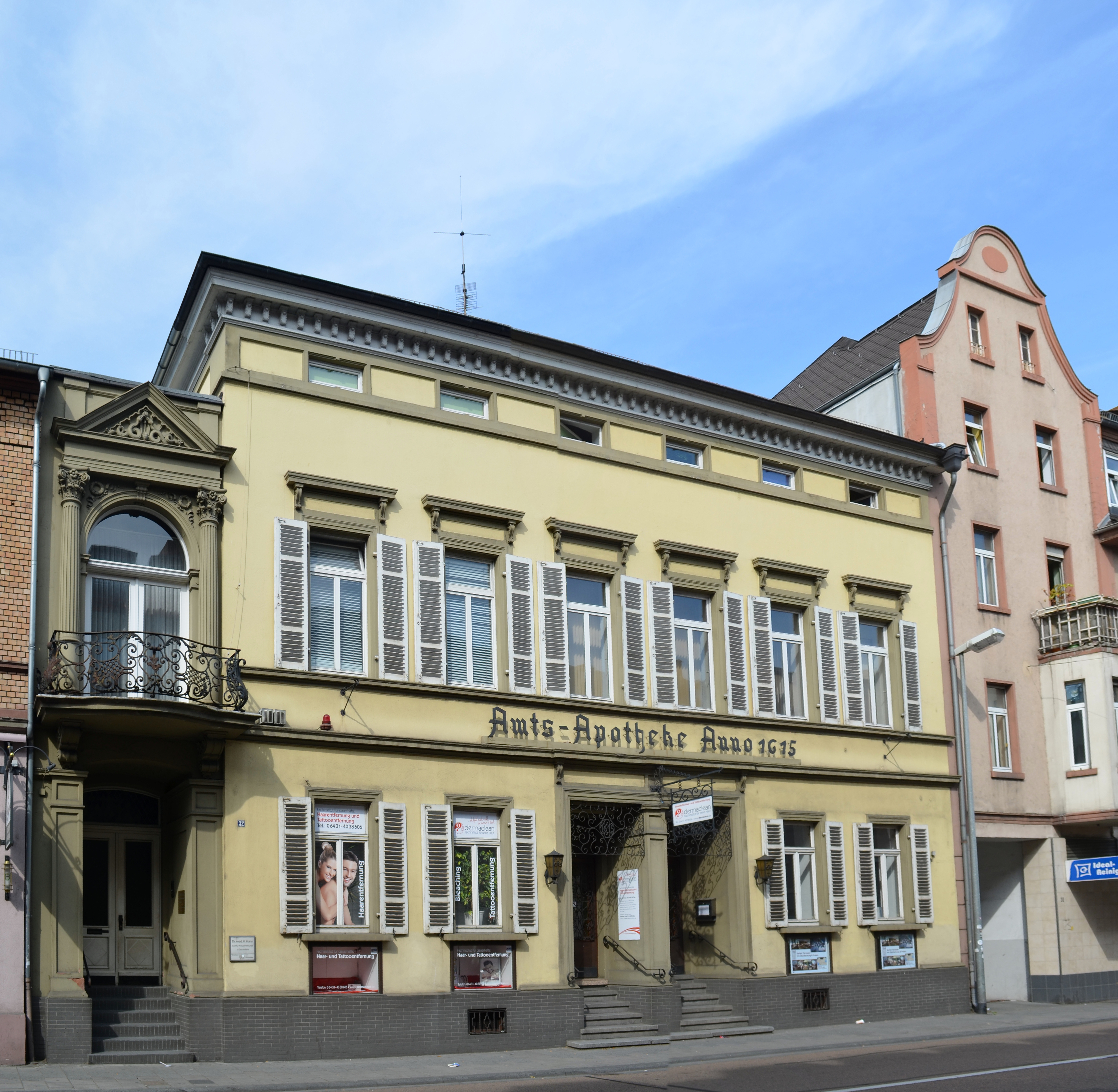
Ehemaliges Apothekengebäude in der Grabenstraße 32

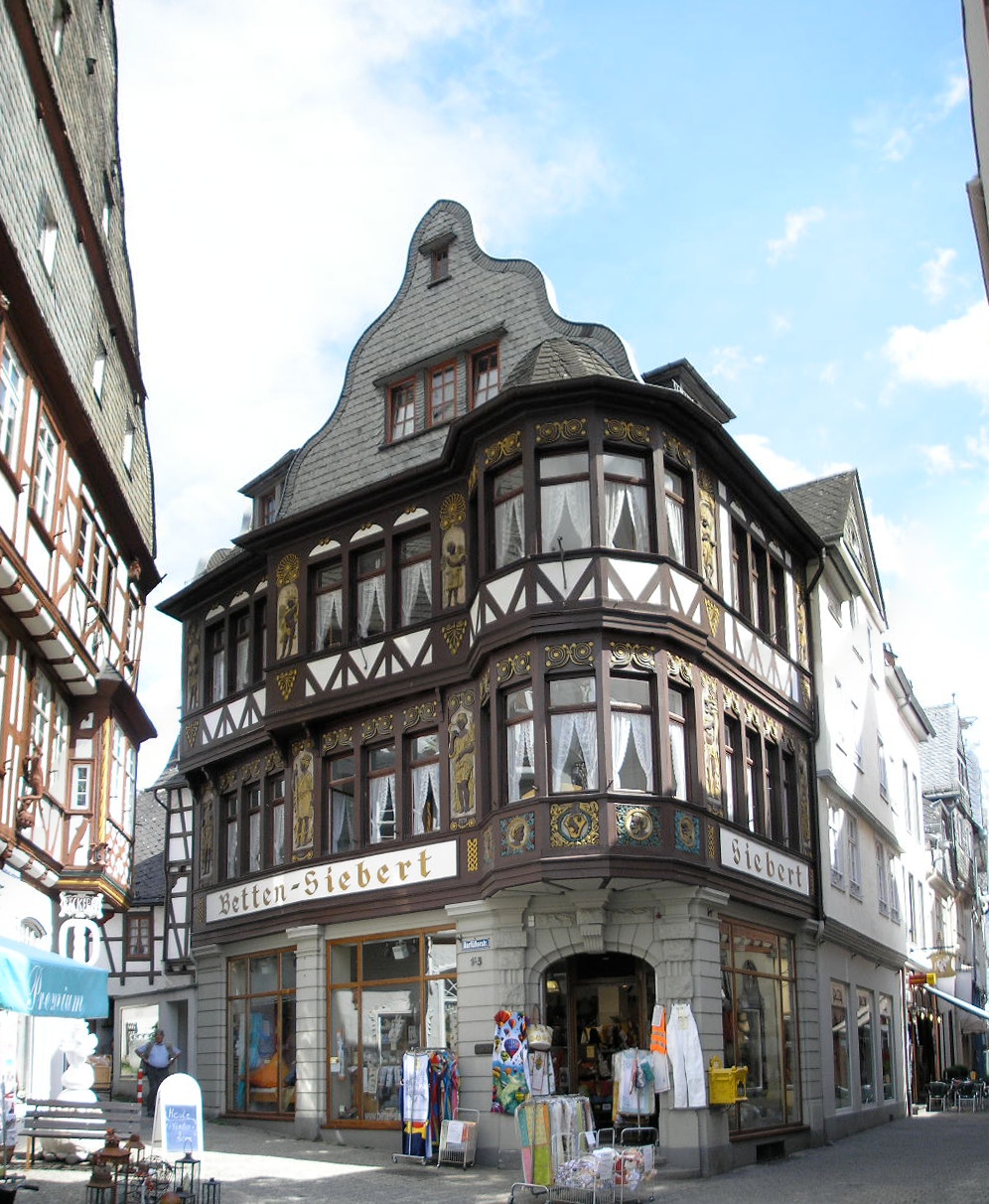
Ehemaliges Apothekengebäude in der Barfüßerstraße 1–3

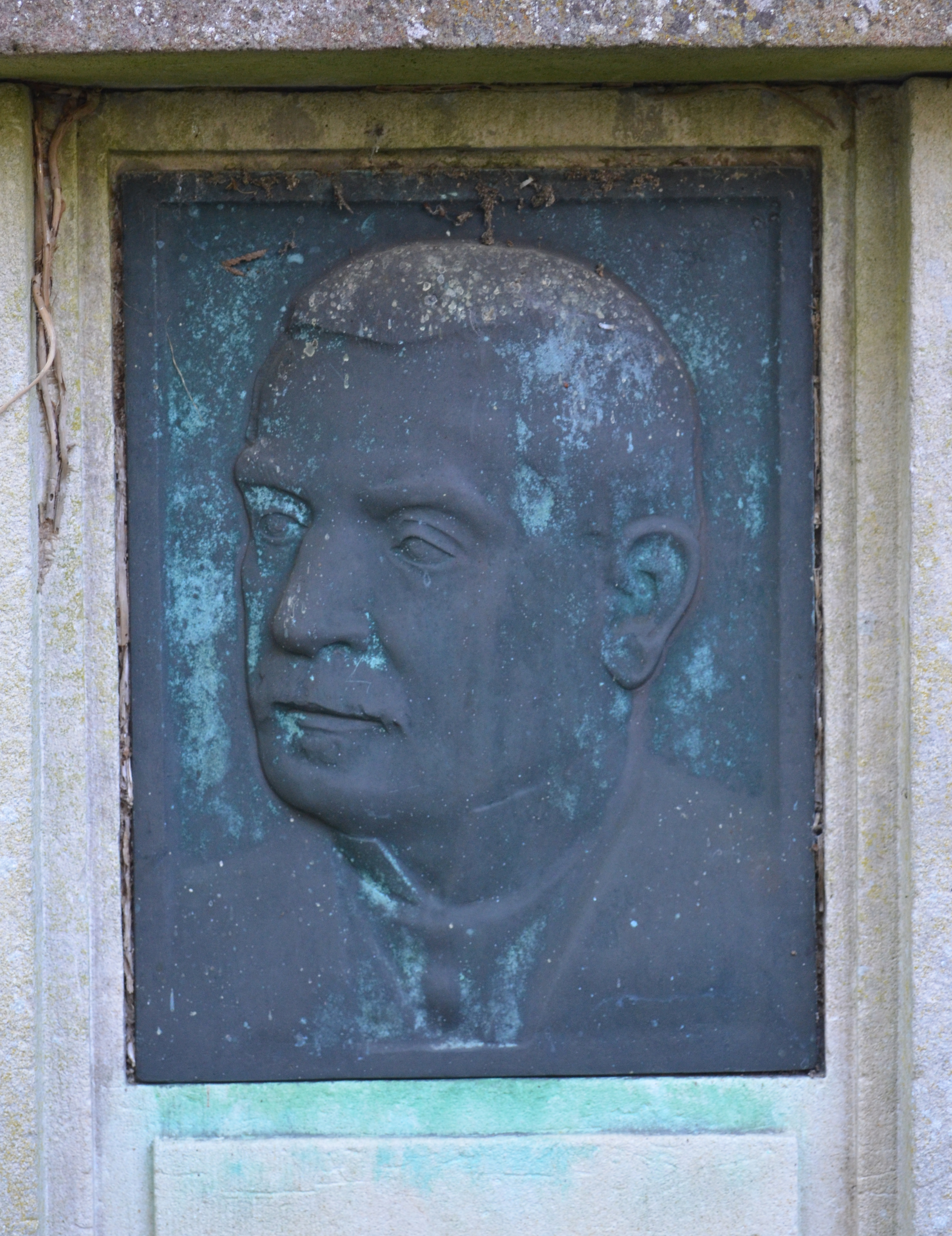
Porträt von Jakob Wolff auf dessen Grabstein auf dem Limburger Hauptfriedhof

Die Amtsapotheke Limburg war eine Apotheke mit Sitz in Limburg an der Lahn und war im Herzogtum Nassau Amtsapotheke. Die ehemaligen Apothekengebäude in der Barfüßerstraße 1–3 und der Grabenstraße 32 stehen unter Denkmalschutz.

## Geschichte
Die erste Apotheke in Limburg betrieb Johann Erben zwischen 1615 und 1673. In diesem Jahr eröffnete der Bürgermeister und Apotheker Johann Philipp Klos eine Apotheke, die bis 1727 seitlich der Plötze lag und dann vom Bürgermeister und Apotheker Johann Jodocus Horst an den Fischmarkt  verlegt wurde. Die Hausinschrift auf dem Amtsapothekengebäude in der Grabenstraße nennt 1605 daher als Gründungsjahr.
Das erste heute noch erhaltene Privileg zum Betrieb einer Apotheke in Limburg stammt aus dem Jahr 1709. Erzbischof Johann von Trier erteilte in diesem Dokument dem Apotheker Marckthaler eine Konzession. Marckthaler hatte die bestehende Wentzelsche Apotheke gekauft. In der Konzessionsurkunde für Marckthaler bezieht sich der Erzbischof auf ein kurtrierisches Privileg aus dem Jahr 1663 an Wentzel.
1756 wurde die Apotheke an Marckthalers Schwiegersohn Johann Jodokus Horst verkauft. Dieser erhielt ein erneuertes Privileg von Erzbischof Johann Philipp. 1766 ging die Apotheke in den Besitz seines Schwiegersohn Johann Anton Asam über, der ein Privileg von Erzbischof Clemens Wentzlaus erhielt.
1802 ging der Besitz an seinen Neffen Rudolph Burkhard über. Er erhielt ein privilegium exclusivum von Erzbischof Clemens Wentzlaus, dass nach dem Reichsdeputationshauptschluss 1803 durch Fürst Friedrich Wilhelm bestätigt wurde. Burkhard selbst war kein Apotheker und ließ die Apotheke daher durch Provisoren verwalten. Nach seinem Tod im Jahr 1806 erbte seine Witwe die Apotheke und behielt das Privileg für sich und ihre Kinder. Der Provisor Jakob Wolff aus Ahrweiler heiratete die Tochter Burkhards und erhielt 1811 ein Privileg von Herzog Friedrich August.
Jakob Wolff wurde gemäß dem Medizinaledikt von 1818 zum Amtsapotheker für das Amt Limburg ernannt. Die Apotheke blieb während der Zeit des Herzogtums Nassau im Besitz der Familie Wolff. 1867 wurde die Apotheke in die Grabenstraße 32  verlegt.